# Kinder- und Jugend-Alija

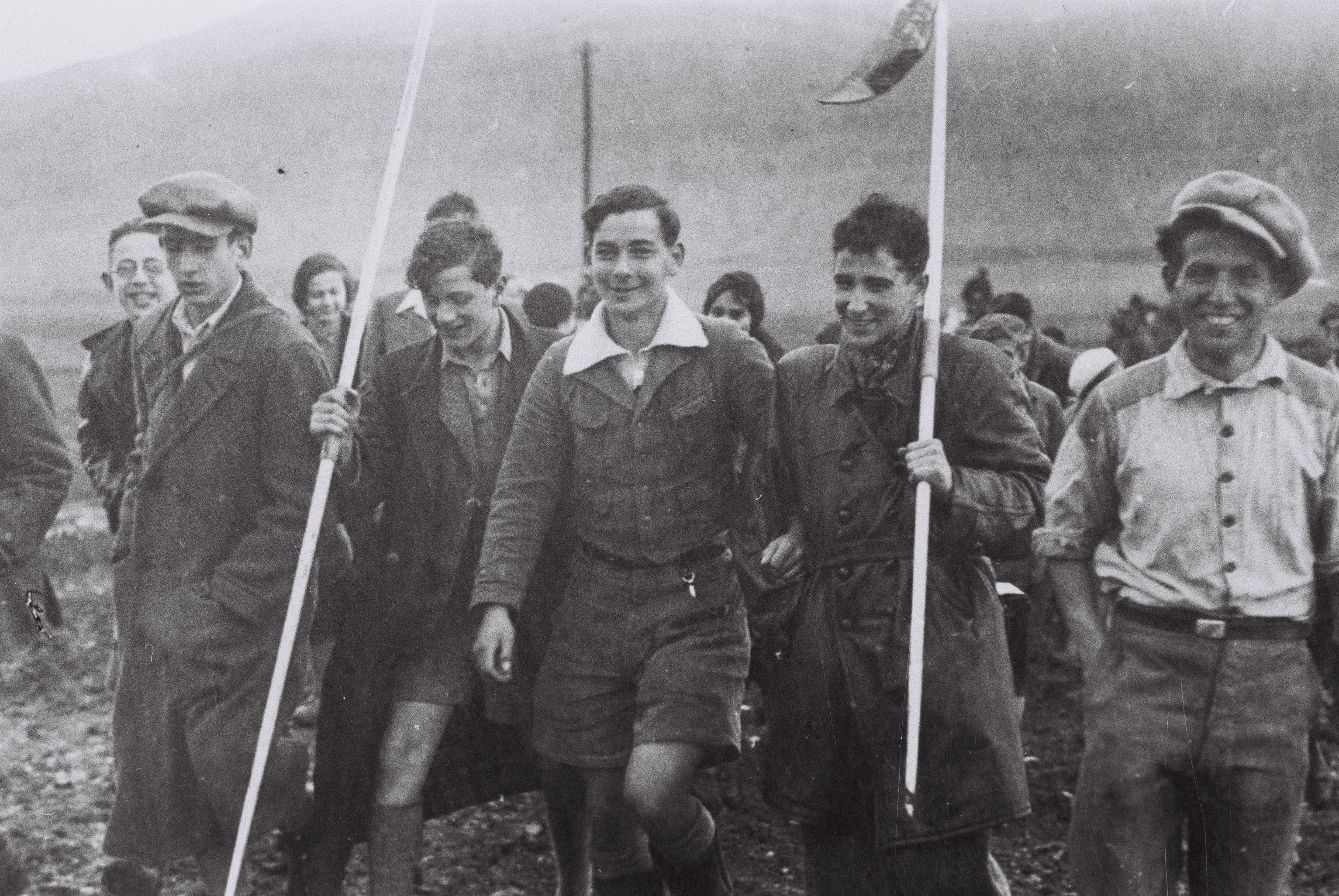
Erste Jugend-Alija-Gruppe aus Deutschland, unterwegs zum Kibbuz Ein Charod, 1934

Die Kinder- und Jugend-Alija (hebräisch עֲלִיַּת נֹעַר ʿAlijjat Noʿar, deutsch ‚Jugend-Alija‘, von hebräisch Alija „Aufstieg“) war eine jüdische Organisation, die versuchte, möglichst viele Kinder und Jugendliche in der Zeit des Nationalsozialismus aus dem Deutschen Reich vor allem nach Palästina in Sicherheit zu bringen.

## Geschichte
Sie wurde am 30. Januar 1933, dem Tag der Machtergreifung, in Berlin von Recha Freier, Ehefrau eines Berliner Rabbiners, und Eva Michaelis-Stern gegründet. Die Idee fand auf dem 18. Zionistenkongress in Prag Unterstützung. Recha Freier leitete die Organisation in Deutschland, Henrietta Szold in Jerusalem. Auf Bitten von Henrietta Szold ging Eva Michaelis-Stern 1938 nach London, wo sie ein Jugend-Alijah-Büro eröffnete und es über den Zweiten Weltkrieg hinweg leitete.
Engster Mitarbeiter von Henrietta Szold war der aus Thüringen stammende Bankier Hans Beyth, der nach ihrem Tod 1945 die Leitung übernahm und im Dezember 1947 erschossen wurde, als er an der Straße von Tel Aviv nach Jerusalem bei Castel das Feuer arabischer Freischärler auf einen Bus mit Kindern erwiderte.
Tatkräftige Unterstützung erhielt die Jugend-Alijah von Georg Landauer, dem Geschäftsführer des Jerusalemer Büros des Zentralbüros der für die Ansiedlung deutscher Juden (Central Bureau for the Settlement of German Jews), der sogenannten Deutschen Abteilung der Jewish Agency for Palestine. Viele Mitglieder des jüdischen Jugendbundes Chug Chaluzi unter ihrem Leiter Jizchak Schwersenz konnten über die Kinder- und Jugend-Alija aus Berlin fliehen. Es wurden etwa 21.000 Kinder und Jugendliche gerettet.
Zu den prominenten Unterstützern der Jugend-Alijah zählte unter anderem Hannah Arendt, die in ihrem Pariser Exil für die Organisation tätig war.
Nach Angaben der Organisation wurden bis heute mehr als 350.000 Kinder und Jugendliche aus über 80 Ländern betreut.

## Film
- „Es war ein anderes Leben.“ Mit der Kinder- und Jugend-Alijah nach Palästina. Regie Hans Jan Puchstein, Kamera Katinka Zeuner, Ton und Musik Simon Theisen. Filmarche, Berlin 2008 (Enthält: historische Aufnahmen; aktuelle Interviews mit Bewohnern aus Deutschland und Österreich, die Ende der 1930er Jahre als Kinder geflüchtet waren; ihr Leben im Kibbuz Ma’agan Micha’el heute; Stimmen zu Freiers Tätigkeit), s/w 41 Min., DVD deutsch mit engl. UT, ohne EAN